# Jorge Meléndez (Politiker)
Jorge Meléndez nom de guerre Comandante Jonás (* 15. Dezember 1953) ist ein Politiker in El Salvador.

## Leben
Jorge Meléndez war 1975 Mitglied der Comandancia des Ejercito Revolucionario del Pueblo, einer christdemokratisch orientierte Gesellschaft für false-flag-operations. Diese Comandancia verurteilte, mit dem Votum von Comandante Jonás, Roque Dalton zum Tod. In dieser Handlung sehen die Angehörigen von Roque Dalton die intellektuelle Urheberschaft eines Mordes, während sich Jorge Meléndez an eine politische Entwicklung erinnert, an der er teilgenommen zu haben stolz ist.
Joe Sanderson schrieb in seinem Tagebuch, dass ihn Comandante Jonás angewiesen hätte, den Guerilleros den Gebrauch des Gewehr M-16 zu unterweisen. Am 24. April 1988 geriet in Morazán das Hauptquartier des ERP unter Beschuss, wobei Comandante Jonás verletzt wurde.
1994 trat Jorge Meléndez mit Joaquín Villalobos Huezo aus der Frente Farabundo Martí para la Liberación Nacional aus und trat in die 1987 gegründete Partido Social Demócrata (PSD) ein, die 2003 im Wahlbündnis Centro Democratico Unido zu Wahlen antrat. Jorge Meléndez ist Generalsekretär der PSD, die nach einem geänderten Parteiengesetz keinen Parteistatus mehr hat. Jorge Meléndez war nach einem Munitionsunfall als Techniker in Morazan nach Colomoncagua gesandt gewesen, als im Februar 1995 sein Bruder Hugo Meléndez Comandante Juan José Rodriguez, Präsident der Communidad Segundo Montes, an einer intrazerebralen Blutung starb und Jorge Meléndez zum Präsidenten der Communidad Segundo Montes wurde.
Jorge Meléndez war von 1996 bis 2001 Abgeordneter im zentralamerikanischen Parlament und verfügte über vier Leibwächter. Jorge Meléndez ist diplomierter Betriebswirt und dozierte an einer Universität. Von 2006 bis 2009 war Jorge Meléndez Stadtrat von San Salvador er leitete dort den Entwicklungsausschuss. 2007 wurde im Rahmen einer Auseinandersetzung um Urheberrechte versucht ein Anti-Terror-Gesetz auf Verkäufer von kopierter Musik anzuwenden. Jorge Meléndez war in diesem Moment geschäftsführender Bürgermeister von San Salvador und lehnte dieses Vorhaben ab.
Im Juni 2009 trat Jorge Barahona als Direktor der Abteilung Protección Civil El Salvador im Präsidentenamt von Mauricio Funes zurück, worauf er Funes Meléndez für dieses Amt berief.
Die Angehörigen von Roque Dalton fordern die Absetzung von Meléndez als Leiter des Zivilschutzes, da sie ihm vorwerfen:
1. dass er sich weigert, seine intellektuelle und tatsächliche Beteiligung am Mord von Roque Dalton und von Armando Arteaga anzuerkennen, womit er sein ziviles Wesen, sein Selbstverständnis, sein Gerechtigkeitssinn, seine Wahrhaftigkeit und seinen Mut die Wahrheit einzuräumen in Frage stellt.
2. dass er mit Villalobos für die Entführung und das Verschwindenlassen der Leichen der Opfer und das Verbergen der Wahrheit gegenüber den Angehörigen und dem salvadorianischen Volk verantwortlich ist.
3. dass er mit Villalobos eine Verleumdungskampagne im Besonderen gegen die Person und die Ehre von Roque Dalton, durchgeführt hat, um die gemeine und tückische Natur des vorsätzlichen Mordes zu verbergen.[9]